# Ceroplastes parvus
Ceroplastes parvus är en insektsart som beskrevs av Green 1935. Ceroplastes parvus ingår i släktet Ceroplastes och familjen skålsköldlöss.
Artens utbredningsområde är Uruguay. Inga underarter finns listade i Catalogue of Life.